# Peter van Tewkesbury
Peter van Tewkesbury (13e eeuw) was een Engels franciscaan. Rond 1234 was hij gardiaan van de minderbroeders van Londen. Na het overlijden van de provinciale overste van Engeland, Agnellus van Pisa, werd hij van maart tot december 1236 diens vicaris. Eind 1236 tot omstreeks 1248 was hij custos van Oxford en daarna tot ongeveer 1250 provinciale overste van Keulen. Van 1254 tot vermoedelijk 1258 was hij provinciale overste van de franciscanen van Engeland, als opvolger van Willem van Nottingham. Over zijn geboorte- of sterfdatum is niets bekend.